# Jean Claude Mathias Boutay
Pour les articles homonymes, voir Boutay.
 (août 2019).
 (août 2019).
Jean Claude Mathias Boutay, né à Sarreguemines le 29 octobre 1795 et mort à Achinos (en) (Grèce) le 28 février 1836, est un philhellène français, ex-garde du corps du roi Charles X, puis capitaine des grenadiers qui a participé à la guerre d'indépendance grecque.

## Origines
Mathias Boutay naît le 29 octobre 1795 à Sarreguemines. Il est l'un des fils de Jean-Claude Boutay, ancien colonel, et de Madeleine Pierrot, fille d’un négociant en vins. Son père est connu pour avoir été accusé d'escroqueries pendant la Révolution et sous le Premier Empire.[réf. nécessaire]

## Carrière militaire
Selon son dossier de carrière militaire, Mathias Boutay, âgé de 16 ans, entre en service comme enrôlé volontaire dans le 100e régiment d'infanterie de ligne, le 4 avril 1811. Il fait les Campagnes d'Espagne de 1811, 1812 et 1813 et il obtient les grades de caporal, fourrier, sergent puis adjudant sous-officier le 20 décembre 1813.
Au blocus de Landau le lieutenant Boutay est fait prisonnier, du 26 mars au 4 mai 1814.

## Garde du corps du roi Charles X

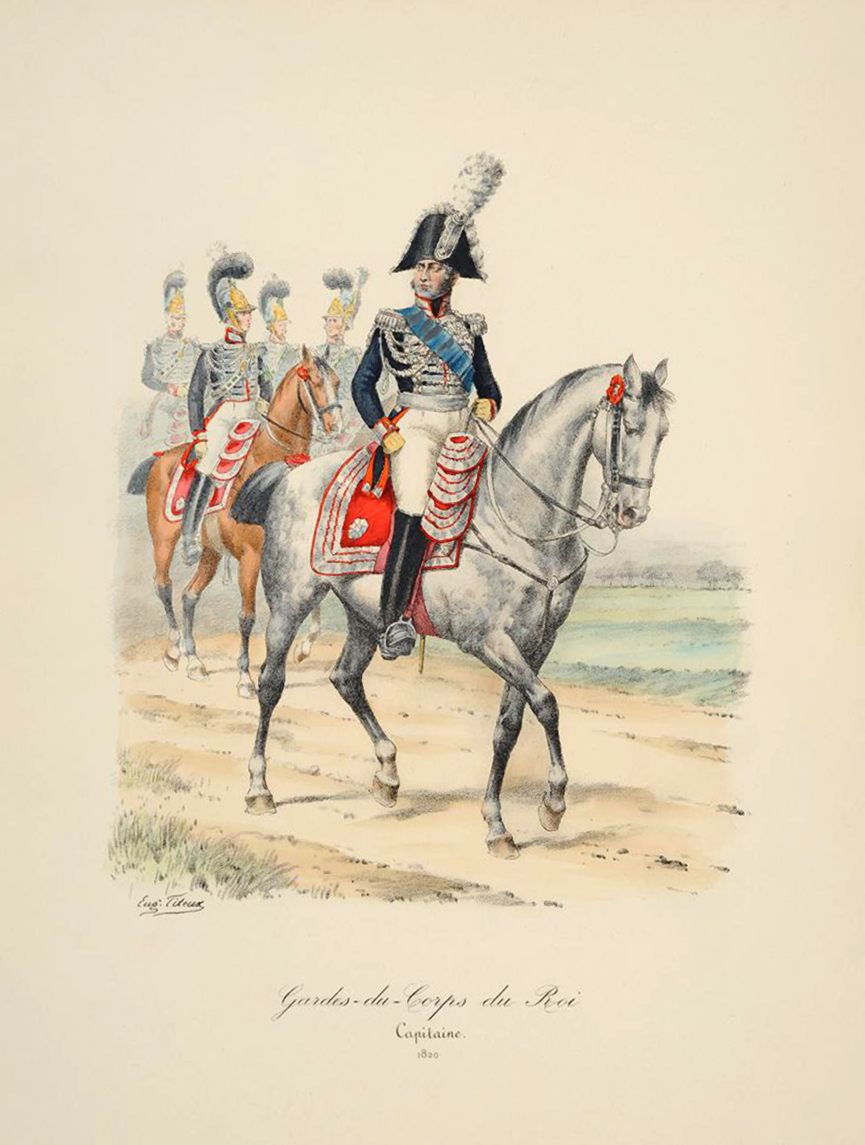
Gardes du corps du Roi (1820)

Automne 1815, Napoléon est exilé à Sainte-Hélène. La Restauration tente alors de balayer l’héritage de 1789. Symbole de l’Empire, la Grande Armée est dissoute.
Mathias Boutay est licencié du 30e Régiment de ligne le 12 décembre 1815 puis incorporé à la Légion du Haut-Rhin le 6 mai 1818 en qualité de sergent, dans laquelle il sera nommé adjudant sous-officier le 1er avril 1819. Réengagé pour 4 ans le 1er janvier 1820, il passe au 11e régiment de ligne le 25 janvier 1821.
Boutay est nommé Garde du corps du Roi de 3e classe, sous-lieutenant, dans la compagnie de Luxembourg, par ordonnance du Roi du 24 octobre 1821 puis par lettre ministérielle du 3 novembre 1821. Il part pour cette destination le 11 novembre 1821.
Créée sous la Restauration, la Garde royale se compose d'hommes d'élite, choisis dans les corps de l'armée. D'après l'Annuaire officiel des officiers de l'armée active de 1822, l'uniforme de Garde du corps du Roi de Boutay se compose d'un habit bleu-de-roi, de retroussis bleu-de-roi, d'un collet écarlate et de boutons blancs.
Durant cette période, Louis XVIII tente d'assurer la transition d’un Empire napoléonien effondré vers une nation apaisée. À sa mort en 1824, c'est son frère qui lui succède sous le nom de Charles X. Une grande cérémonie est organisée à Reims pour son sacre, à la mode de l’Ancien Régime. Charles X est couronné Roi de France et de Navarre le 29 mai 1825, en la cathédrale de Reims.

## Les Enfants adoptifs de Sparte et d'Athènes
Mathias Boutay fait partie des membres fondateurs de la loge maçonnique Les Enfants Adoptifs de Sparte et d’Athènes, créée à Marseille le 4 janvier 1826. Lors de la tenue de sa première séance, la loge est composée de 18 frères. Parmi ses membres, on trouve Louis Blondel, ex-garde du corps des Bourbons, et Canalle ancien officier ayant servi sous Napoléon. Ces vétérans désirent toujours défendre la liberté des peuples et des nations. Ils vont trouver dans ces loges maçonniques un réseau d'entraide et de sociabilité. Ils embarqueront depuis le port de Marseille puis arriveront en Grèce où une réunion est attestée le 27 janvier 1827. Parmi les nouveaux membres, on compte des officiers proches du colonel français Charles Nicolas Fabvier : Pisa, son aide de camp, Mollière qui appartient à son état major.

## Guerre d'indépendance grecque

### Embarquement à bord de la Nouvelle Adeline

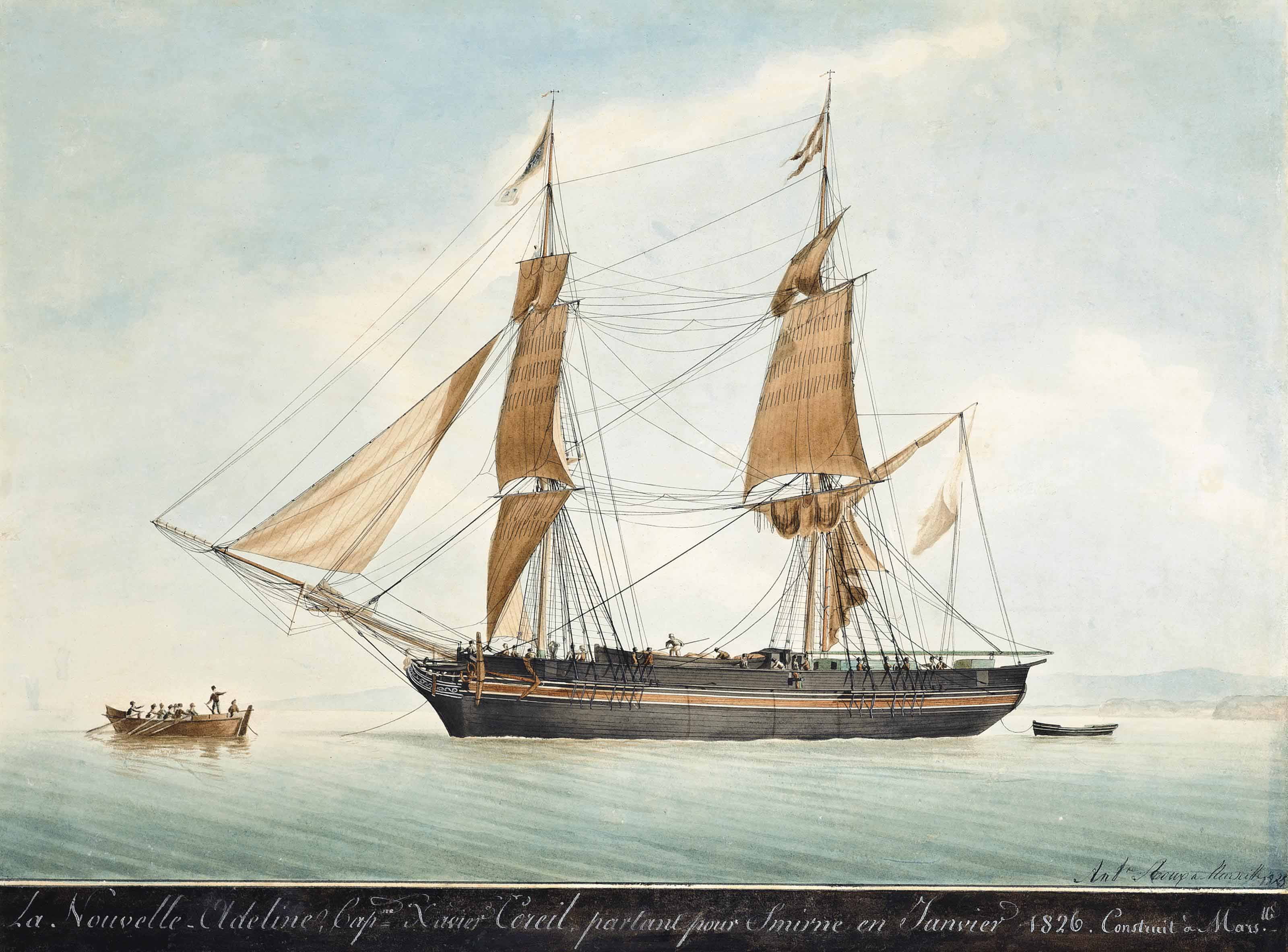
La Nouvelle Adeline par Ange-Joseph Antoine Roux (Marseille 1765-1835)

Le 21 janvier 1826, âgé de 31 ans, Mathias Boutay embarque pour Smyrne, afin d'y défendre la cause des Grecs, à bord de la Nouvelle Adeline au départ de Marseille. Grâce aux enquêtes de police, on connait la composition de l’équipage : Théobald Piscatory est chef de l'expédition, Boutay est présenté comme ex-officier, Xavier Coreil est le capitaine du brick. Justin est maître carrier, Victor Barbier, ancien officier, Rivel, lieutenant en réforme, Georges Mergez, propriétaire, Clément Dumez, ex-militaire, Blondel est ex-officier, Schaeck, François Canale et Pierre Roussette, sont trois étudiants en droit, Florence et Cheurlin sont deux tailleurs, Bessan est ex-marchand, Gaillard, militaire congédié, Decoetnempien est négociant et enfin Chauchard est lithographe. Outre le transport de passagers, l'expédition de la Nouvelle Adeline du 21 janvier 1826, dirigée par Piscatory, transporte 568 francs de médicaments, 200 sabres de cavalerie et 100 fusils, du matériel, les soldes des officiers ainsi que 5000 francs destinés au colonel Charles Fabvier.

### Siège de l'Acropole

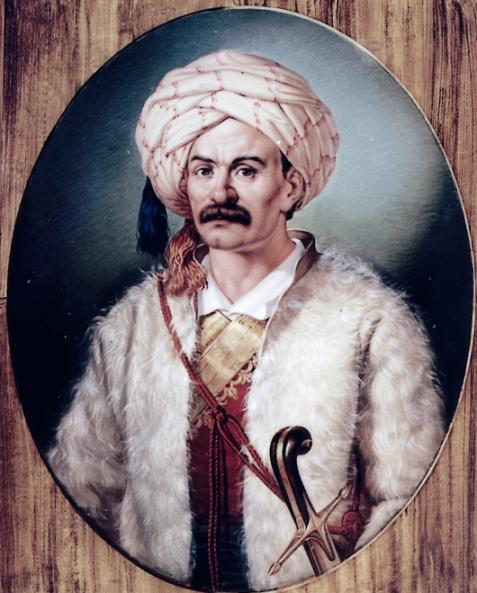
Portrait du colonel Fabvier (1782-1855). Musée de la Guerre, Athènes

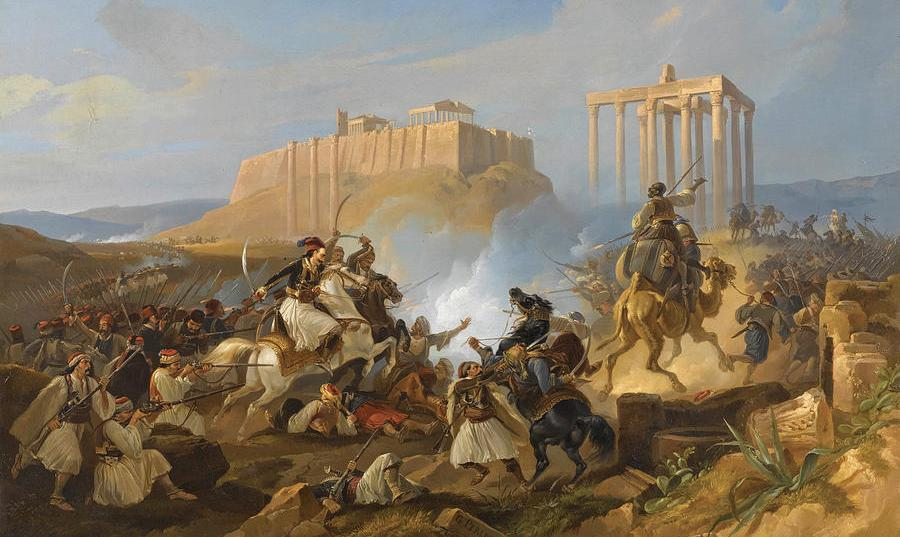
Siège de l'Acropole par Georg Perlberg (1807-1884)

Mathias Boutay sert au 2e bataillon d'infanterie régulière grecque comme capitaine des grenadiers.[réf. nécessaire] Il fait partie des hommes qui, sous la conduite du colonel Fabvier, forcèrent le blocus pour se jeter dans Athènes assiégée, lors du Siège de l'Acropole en décembre 1826.
À Nauplie, le 23 août 1828, le philhellène et général de l'armée bavaroise Carl Wilhelm von Heideck, adresse une lettre à Jean Claude Boutay lui demandant de prendre le commandement de la Compagnie des Grenadiers du 2e Bataillon.[source insuffisante]
À Patras, le 14 janvier 1831, le maréchal allemand Carl Philipp Wrede écrit au général Gérard une lettre particulièrement longue et sur les affaires militaires, dans laquelle il recommande le capitaine Boutay en tant que commandant du « Château de Morée ».[source insuffisante]

### Mort
Le capitaine d'infanterie Mathias Boutay est tué à Achinos, en février 1836, âgé de 40 ans.
Le philhellène suisse Henry Fornèsy compila en 1860 une liste de ses camarades, restée inédite et conservée à la bibliothèque nationale de Grèce. Sa notice sur Mathias Boutay donne les circonstances de sa mort. Il fut tué d'une balle dans la tête par un klephte nommé Petros Patras qui fut pour cela condamné à mort par une cour martiale à Missolonghi, selon Fornèsy,.
Les articles de presse de la Gazzetta privilegiata di Bologna (reprenant une dépêche de la Gazette d'Augsbourg) et le journal Sundine rapportent qu'un lieutenant-colonel, C. Goesmann, avait été informé de la présence d'un groupe important de brigands albanais à Achinos (en), dans les montagnes. Les brigands étaient dans une position favorable, dans une sorte de champ dégagé, et ils avaient équipé certaines maisons avec de solides meurtrières. Goesmann s'avança avec la cavalerie et se jeta sur les brigands. Les cinq plus audacieux furent aussitôt percés par les lanciers et les autres repartirent en poussant des cris. En entrant dans le village, que les brigands avaient investis, partout les soldats furent exposés à leur feu en sourdine. Trois attaques furent tentées, en vain, et beaucoup de soldats furent perdus, y compris le capitaine Boutay, philhellène, et deux officiers d'un sous-détachement, qui ont été capturés et que les voleurs ont maltraités jusqu'à la mort avec une véritable cruauté.
Le lendemain, des bergers aperçurent la tête de l'infortuné Boutay au sommet d'un poteau, à côté du drapeau blanc que les brigands dressaient hardiment au sommet de leur position. La bande, forte de 400 individus, était bien supérieure aux soldats qui durent retourner à Lamia après cette perte douloureuse.

## Distinctions

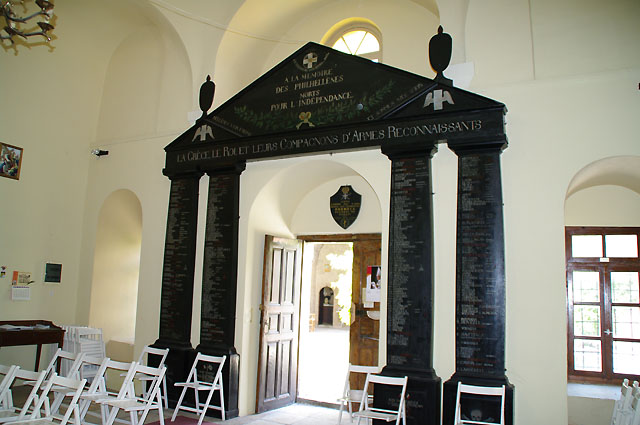
Arche de Touret, Nauplie.

Jean Claude Mathias Boutay est mort avec le grade de capitaine d'infanterie. Il a été nommé Chevalier de l’Ordre du Sauveur.
Le nom de Boutay est inscrit aux côtés de ceux des autres philhellènes sur le monument dit « Arche de Touret » édifié en 1840 dans l'église de la Transfiguration du Sauveur à Nauplie à l'initiative d'un autre philhellène natif de Sarreguemines, le colonel Auguste Hilarion Touret (1797-1858).